# A Lady Without Passport
 A Lady Without Passport és una pel·lícula estatunidenca de cinema negre dirigida per Joseph H. Lewis, estrenada el 1950.

## Argument
Després de la Segona Guerra Mundial, moltes persones tracten d'entrar il·legalment als Estats Units amb l'ajuda d'una màfia dedicada al tràfic de persones a càrrec de Palinov. Karczag Peter, un membre dels serveis d'immigració americans, és enviat a l'Havana, per fer-se passar per hongarès i trobar Palinov. Durant la seva perillosa investigació, s'enamora de la refugiada Marianne Lorress.

## Repartiment
- Hedy Lamarr: Marianne Lorress
- John Hodiak: Peter Karczag/Josef Gombush
- James Craig: Cap Frank Westlake
- George Macready: Palinov
- Steven Geray: Home francès
- Bruce Cowling: Archer Delby James
- Nedrick Young: Harry Nordell
- Steven Hill: Jack
- Robert Osterloh: Tinent Lannahan
- Trevor Bardette: Tinent Carfagno
- Charles Wagenheim: Ramon Santez
- Renzo Cesana: Asa Sestina

## Rebuda
Malgrat el fet que la pel·lícula es fes amb un pressupost petit, la majoria de les ressenyes la troben entretinguda com  Casablanca.
Time Out Film Guide elogia el director Lewis. "Un hermètic i curt guió i uns personatges marcats proporcionen una base forta, però són les evocacions visuals de Lewis les que realment la converteixen en una pobra joia."

## Galeria

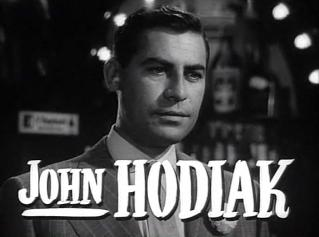
John Hodiak
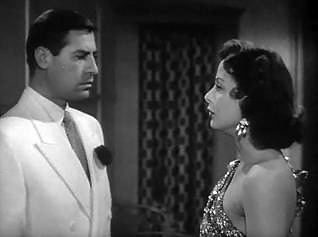
John Hodiak i Hedy Lamarr
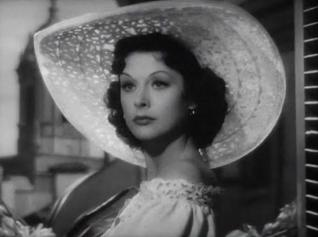